# Burmantis zherikhini
Burmantis zherikhini – wymarły gatunek modliszek, znany z kredy.
Gatunek ten opisali w 2016 roku przez Xavier Delclós, Enrique Penalver, Antonio Arillo, Michael S. Engel, André Nel, Dany Azar i Andrew Ross. Epitet gatunkowy nadano na cześć Władimira W. Żerichina. Opisu dokonano na podstawie pojedynczego osobnika zachowanego w bursztynie, odnalezionym w dolinie Hukawng w górach Noije Bum Taung, w północnej Mjanmie. Okaz datowany jest na okres między górnym albem a dolnym cenomanem w okresie kredy.
Holotyp obejmuje przednią część ciała dorosłego osobnika: głowę, przedtułów, nasady skrzydeł, lewe odnóże przednie i część odnóża środkowego. Jest pierwszym odkrytym imago z rodzaju Burmantis. Głowę ma wyposażoną w duże oczy złożone, nitkowate czułki i wydłużone głaszczki. Przedplecze pokrywa łuseczkowate mikrorzeźba i krótkie szczecinki; nie przykrywa ono głowy. Przednio-brzuszne i tylno-brzuszne kolce końcowe goleni przednich odnóży są podobnej długości. Tylno-brzuszne szczecinki na udach odnóży przednich wyróżniają się delikatnym, podłużnym rowkowaniem i omszeniem.